# Benjamin Franklin Perry
Benjamin Franklin Perry, född 20 november 1805 i Pickens District (nuvarande Pickens County) i South Carolina, död 3 december 1886 i Greenville i South Carolina, var en amerikansk politiker (demokrat). Han var South Carolinas guvernör från maj till november 1865.
Perry studerade juridik och inledde 1827 sin karriär som advokat i South Carolina. Från och med 1832 var han verksam som publicist.
South Carolinas guvernör Andrew Gordon Magrath avsattes och fängslades 1865 i samband med nordstaternas seger i amerikanska inbördeskriget. President Andrew Johnson utnämnde Perry till guvernörsämbetet i väntan på att en ny guvernör kunde väljas. Han efterträddes senare samma år av James Lawrence Orr.
Perry avled 1886 och gravsattes i Greenville. Han var far till William H. Perry som var ledamot av USA:s representanthus 1885–1891.